# Lincoln (2012)
Lincoln is een Amerikaanse historische dramafilm uit 2012 onder regie van Steven Spielberg. De productie won de Oscars voor beste hoofdrolspeler (Daniel Day-Lewis) en beste productie-ontwerp en werd hiervoor genomineerd in tien andere categorieën, waaronder beste film, beste regie, beste bijrolspeler (Tommy Lee Jones) en beste bijrolspeelster (Sally Field). Lincoln won daarnaast nog meer dan zestig andere prijzen, waaronder een Golden Globe, een BAFTA Award (allebei voor Day-Lewis), twee Screen Actors Guild Awards (voor Day-Lewis en Jones), een Satellite Award (voor Art Direction & Production Design) en een Writers Guild of America Award (voor scenarioschrijver Tony Kushner). De filmmuziek van John Williams werd genomineerd voor een Grammy Award.

## Verhaal
Tijdens de Amerikaanse Burgeroorlog doet Abraham Lincoln dienst als zestiende president van de Verenigde Staten van Amerika. Hij heeft grote moeite om steun te krijgen van zijn kabinetsleden en het parlement voor zijn voorstel tot afschaffing van de slavernij.

## Rolverdeling
- Daniel Day-Lewis - Abraham Lincoln
- Joseph Gordon-Levitt - Robert Todd Lincoln
- Sally Field - Mary Todd Lincoln
- Jackie Earle Haley - Alexander Stephens
- Tommy Lee Jones - Thaddeus Stevens
- Jared Harris - Ulysses S. Grant
- John Hawkes - Robert Latham
- David Strathairn - William Seward
- James Spader - W.N. Bilbo
- Hal Holbrook - Francis Preston Blair
- Bruce McGill - Edwin Stanton
- Tim Blake Nelson - Richard Schell
- Joseph Cross - John Hay
- Lee Pace - Fernando Wood
- Peter McRobbie - George Pendleton
- Gloria Reuben - Elizabeth Keckley
- Michael Stuhlbarg - George Yeaman
- Boris McGiver - Alexander Coffroth
- David Costabile - James Ashley
- Stephen Spinella - Asa Vintner Litton
- Walton Goggins - Clay Hawkins
- David Warshofsky - William Hutton
- Bill Camp - Mr. Jolly
- Elizabeth Marvel - Mrs. Jolly
- Byron Jennings - Montgomery Blair
- Julie White - Elizabeth Blair Lee
- Wayne Duvall - Senator Bluff Wade
- Bill Raymond - Schuyler Colfax
- Gregory Itzin - Rechter John A. Campbell
- Stephen Henderson - William Slade
- Adam Driver - Samuel Beckwith
- Christopher Boyer - Generaal Robert E. Lee